# Chris Kelly (Musiker)
Chris Kelly (* 1890 in Deer Range Plantation, Plaquemines Parish, Louisiana; † 19. August 1929 in New Orleans) war ein einflussreicher US-amerikanischer Trompeter und Bandleader des New-Orleans-Jazz. Ebenso wie Buddy Bolden und Buddy Petit gilt er als einer der legendären Pioniere der Jazztrompete.
Kelly kam 1915 nach New Orleans, wo er in der Band des Klarinettisten Johnny Brown spielte, die er schließlich übernahm. In den 1920er Jahren spielte er in der Perseverance Hall mit George Lewis. Er galt als einer der führenden Kornettisten in New Orleans in den 1920er Jahren, bekannt für seine Interpretation von Careless Love, die Louis Armstrong beeinflusste. Er war Alkoholiker und starb jung an einem Herzanfall in einem Hospital im Stadtteil Algiers von New Orleans.
Von ihm gibt es keine Aufnahmen, was vor allem daran lag, dass er New Orleans nicht wie andere zeitgenössische Jazzmusiker in Richtung der Großstädte des Nordens der USA verlassen hat.